# Alfred Kofoed Fernström
Alfred Sigfrid Johan Kofoed Fernström, född 6 mars 1859 i Rönne, Danmark, död 2 september 1912 i Asarum, var en dansk-svensk företagare.
Alfred Kofoed Fernström var son till tunnbindaren Nils Fernström (1829–74), som flyttat från Sverige till Bornholm, och Karen Kofoed (1825–88). 
Han växte upp i Rönne och reste som ung 1881 till Blekinge för att för faderns räkning köpa upp virke. Han uppmärksammade då möjligheterna att exploatera Blekinges tillgångar på granit. Han började bryta kantsten för export till Bornholm i en hyrd bergfyndighet i Matvik och grundlade 1885 A.K. Fernströms Granitindustrier i Karlshamn. Från 1890 levererade Fernströms stora partier sten till Middelgrundfortet i Köpenhamn, vilket blev ett genombrott för företaget. Han inköpte först en, och senare flera, fastigheter på Sternö och bröt där bland annat diabas. Efter hand utvidgade han rörelsen med brytning i arrenderade stenbrott i Blekinge, Bohuslän, Småland och södra Norge. Bland annat skaffade han sig brytningsrättigheter för rapakivigraniten jungfrugranit på Blå Jungfrun på 49 år. Denna började brytas 1904.
Företaget startade också en rederirörelse och köpte andra stenhuggerier i Blekinge.
Han var sedan 1900 gift med kyrkoherdedottern  Emma Hammar (1871-1961) och hade med henne fem barn, två söner och tre döttrar:  Eric K Fernström (1901-1985), Karin McKelvey (1902-1990), Holger Fernström (1904–1973), Doris von Platen (1906-1998) och Gunvor Mortessier (1908-? ).